# Tethering (Netzwerkfreigabe)
Tethering ([ˈteðəɹɪŋ] , aus dem Englischen von to tether, zu Deutsch anleinen, anbinden) bezeichnet die Verbindung eines Smartphones (oder eines anderen mobilen Endgeräts) mit einem anderen Gerät (z. B. Tabletcomputer), um diesem über das Mobilfunknetz eine Internetverbindung zu ermöglichen. Das Mobiltelefon übernimmt damit die Rolle eines Modems. Diese Funktion wird bei Microsoft Windows Mobile auch als Internetfreigabe bezeichnet.

## Art der Verbindung
Die beiden Geräte können mit einem Kabel (drahtgebunden) oder drahtlos verbunden werden über:
- Serielle Schnittstelle
- IrDA (Infrarot drahtlos)
- Bluetooth-Funktechnik
- Universal Serial Bus (USB)
- WLAN

Die Verwendung einer Seriellen Schnittstelle sowie Infrarot haben in der heutigen Zeit keine besondere Relevanz mehr, da moderne Smartphones nicht mehr über eine solche Schnittstelle verfügen. Auch die Verwendung von Bluetooth spielt aufgrund der begrenzten Datenübertragungsrate (2 Mbit/s bei Bluetooth 5.3; Stand 15. Januar 2023) nur eine untergeordnete Rolle.
Bei Tethering-Verbindungen wird inzwischen hauptsächlich das Mobiltelefon per Software temporär zu einem vollwertigen Hotspot konfiguriert, über den sich dann mehrere Computer mit dem Handy verbinden können. Hierbei sollte Verschlüsselung gemäß dem WPA3 oder mindestens WPA2-Standard verwendet werden.
Die ersten von einem Smartphone unterstützen Tethering-Verbindungen per WLAN waren hingegen reine Ad-hoc-Verbindungen, wobei maximal eine Verschlüsselung mit WEP (nach dem IEEE 802.11-Standard) möglich war.

## Vertragliche und technische Einschränkungen
Die Nutzung kann unter Umständen zu größerem Datenvolumen führen und wurde daher früher manchmal eingeschränkt; so enthielten 2009 die Verträge einiger Mobilfunkanbieter Bestimmungen, die das Tethering nur eingeschränkt erlaubten oder untersagten. Stand 2022 kann Tethering auf praktisch allen Mobilnetzen ausgeführt werden.
Technisch wurde Tethering in manchen Mobilfunkgeräten durch deren Firmware oder andere Software eingeschränkt oder unmöglich gemacht. Abhilfe schufen dann Verfahren, die als Rooten (Android OS) oder Jailbreak (Apple iOS) bezeichnet werden.